# 안데르송 포우가
안데르송 코헤아 포우가(포르투갈어: Ânderson Corrêa Polga, 1979년 2월 9일 ~ )는 브라질의 전 축구 선수이다. 포지션은 센터백이었다.

## 축구인 경력

### 선수 경력
1999년 그레미우에서 선수 생활을 시작하였다. 2002년 한일 월드컵에서 활약한 후 2003년 스포르팅 CP로 이적하였다. 2004-05 UEFA컵에서 팀이 결승전에 진출하는데 핵심적인 역할을 수행하였으나 결승전에 벤치에 앉아 논란이 되었고 스포르팅은 결국 준우승에 그쳤다. 2011-12 시즌 이후 코린치앙스로 이적하였다.